# Liste des franchises NBA disparues
La National Basketball Association (ou NBA) est la principale ligue masculine de basket-ball nord-américaine, créée en 1946 sous le nom de Basketball Association of America (BAA). En 1949, à la suite de la fusion avec la National Basketball League (NBL), la ligue est renommée NBA.
Le championnat comprend trente franchises depuis la création des Bobcats de Charlotte en 2004.
Quinze franchises ont participé à un ou plusieurs championnats NBA puis disparu, sans qu'il s'agisse de fusion, déménagement ni changement de nom.

## Franchises disparues
| Franchise                  | Ville, état               | Années d'activité | Nombre de saisons en NBA | Participations aux Playoffs | Titres de champion | Référence |
| -------------------------- | ------------------------- | ----------------- | ------------------------ | --------------------------- | ------------------ | --------- |
| Packers d'Anderson[a]      | Anderson, Indiana         | 1949–1950         | 1                        | 1                           | 0                  | [ 2 ]     |
| Bullets de Baltimore[b]    | Baltimore, Maryland       | 1947–1954[e]      | 8                        | 3                           | 1                  | [ 3 ]     |
| Stags de Chicago           | Chicago, Illinois         | 1946–1950         | 4                        | 4                           | 0                  | [ 4 ]     |
| Rebels de Cleveland        | Cleveland, Ohio           | 1946–1947         | 1                        | 1                           | 0                  | [ 5 ]     |
| Nuggets de Denver[c]       | Denver, Colorado          | 1949–1950         | 1                        | 0                           | 0                  | [ 6 ]     |
| Falcons de Détroit         | Détroit, Michigan         | 1946–1947         | 1                        | 0                           | 0                  | [ 7 ]     |
| Jets d'Indianapolis        | Indianapolis, Indiana     | 1948–1949         | 1                        | 0                           | 0                  | [ 8 ]     |
| Olympians d'Indianapolis   | Indianapolis, Indiana     | 1949–1953         | 4                        | 4                           | 0                  | [ 9 ]     |
| Ironmen de Pittsburgh      | Pittsburgh, Pennsylvanie  | 1946–1947         | 1                        | 0                           | 0                  | [ 10 ]    |
| Steamrollers de Providence | Providence, Rhode Island  | 1946–1949         | 3                        | 0                           | 0                  | [ 11 ]    |
| Redskins de Sheboygan      | Sheboygan, Wisconsin      | 1949–1950         | 1                        | 1                           | 0                  | [ 12 ]    |
| Bombers de Saint-Louis     | Saint-Louis, Missouri     | 1946–1950         | 4                        | 3                           | 0                  | [ 13 ]    |
| Huskies de Toronto         | Toronto, Ontario (Canada) | 1946–1947         | 1                        | 0                           | 0                  | [ 14 ]    |
| Capitols de Washington     | Washington, D.C.          | 1946–1951[f]      | 5                        | 4                           | 0                  | [ 15 ]    |
| Hawks de Waterloo[d]       | Waterloo, Iowa            | 1949–1950         | 1                        | 0                           | 0                  | [ 16 ]    |

## Source
- (en) « Team Index », sur basketball-reference.com, Sports Reference LLC (consulté le 17 juin 2012)